# Alexandra Cassan-Ferrier
Alexandra Cassan-Ferrier (* 9. Juli 1989) ist eine ehemalige französische Duathletin und Triathletin. Sie ist U23-Duathlon-Europameisterin (2011), U23-Duathlon-Weltmeisterin (2011, 2012) sowie U23-Europameisterin Triathlon (2012).

## Werdegang
Alexandra Cassan-Ferrier wurde im April 2011 in Irland U23-Duathlon-Europameisterin auf der Kurzdistanz und holte sich im September auch den Titel der U23-Duathlon-Weltmeisterin, welchen sie im Folgejahr erfolgreich verteidigen konnte.
Im Triathlon wurde die 2012 U23-Europameisterin. Im Juni wurde die damals 23-Jährige in China zudem Universitäts-Weltmeisterin Triathlon.
Im Rahmen der französischen Meisterschaftsserie startete sie seit 2013 für den Verein Poissy Triathlon. Im September 2014 wurde sie Vize-Staatsmeisterin auf der Triathlon-Sprintdistanz hinter Cassandre Beaugrand.
Seit 2015 tritt sie nicht mehr international in Erscheinung.
Alexandra Cassan-Ferrier lebt in Barcelona.

## Sportliche Erfolge
| Datum/Jahr    | Rang | Wettbewerb                                         | Austragungsort     | Zeit     | Bemerkung                                       |
| ------------- | ---- | -------------------------------------------------- | ------------------ | -------- | ----------------------------------------------- |
| 4. Juli 2015  | 10   | ETU Triathlon Premium European Cup                 | Rijssen-Holten     | 01:03:13 |                                                 |
| 28. Sep. 2014 | 2    | FRA Triathlon National Championships               | Nizza              | 01:00:40 | Vize-Staatsmeisterin hinter Cassandre Beaugrand |
| 17. Aug. 2014 | 2    | ETU Triathlon European Cup                         | Karlovy Vary       | 02:05:12 |                                                 |
| 27. Juli 2014 | 1    | ETU Triathlon European Cup                         | Banyoles           | 01:59:46 |                                                 |
| 5. Juli 2014  | 4    | ETU Triathlon European Cup                         | Rijssen-Holten     | 02:07:14 | [ 2 ]                                           |
| 29. Sep. 2013 | 9    | FRA Triathlon National Championships               | Nizza              | 01:05:35 | hinter der Siegerin Jessica Harrison            |
| 1. Sep. 2012  | 1    | ETU Triathlon European Championship U23            | Aguilas            | 02:07:04 | U23-Europameisterin Triathlon                   |
| 30. Juni 2012 | 1    | FISU World University Triathlon Championships      | Yilan (Harbin)     | 02:06:32 | Universitäts-Weltmeisterin Triathlon            |
| 2010          | 1    | Triathlon de La Baule                              | La Baule-Escoublac | 02:06:08 | Kurzdistanz                                     |
| 2008          | 1    | Pays de Saint Gilles Croix de Vie Vendée Triathlon | Frankreich         |          |                                                 |

| Datum/Jahr    | Rang | Wettbewerb                             | Austragungsort | Zeit     | Bemerkung                                        |
| ------------- | ---- | -------------------------------------- | -------------- | -------- | ------------------------------------------------ |
| 22. Sep. 2012 | 1    | ITU Duathlon World Championship U23    | Nancy          | 01:56:44 | U23-Duathlon-Weltmeisterin auf der Kurzdistanz   |
| 24. Sep. 2011 | 1    | ITU Duathlon World Championship U23    | Gijón          | 02:05:43 | U23-Duathlon-Weltmeisterin auf der Kurzdistanz   |
| 17. Apr. 2011 | 1    | ETU Duathlon European Championship U23 | Limerick       | 01:55:25 | U23-Duathlon-Europameisterin auf der Kurzdistanz |
| 2011          | 3    | FRA Duathlon National Championships    | Châteauroux    | 01:01:35 | hinter der Siegerin Sandra Levenez               |

(DNF – Did Not Finish)